# Hass

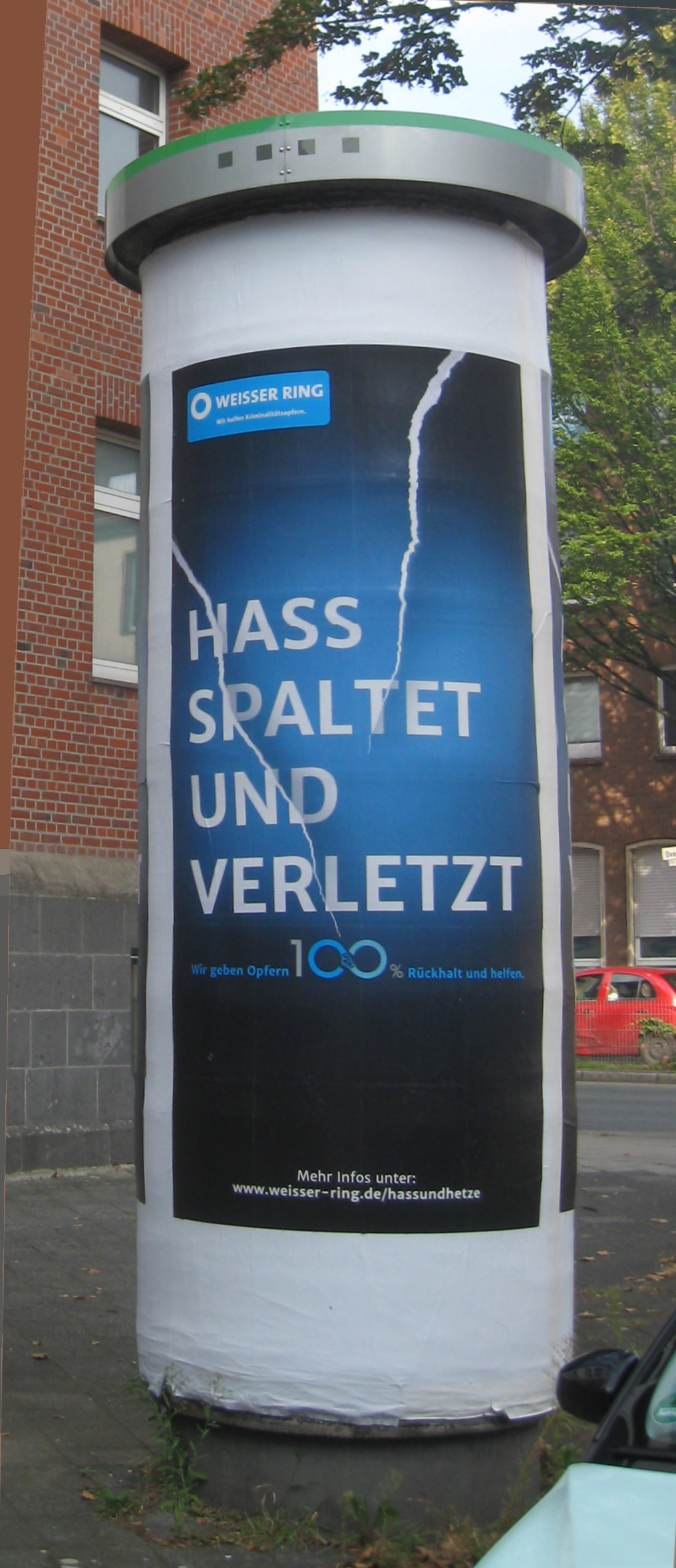
Hass spaltet und verletzt.
Werbebotschaft des Weißen Rings gegen Hasskriminalität (2021)

Der Hass ist ein intensives Gefühl der Abneigung und Feindseligkeit. Hass wird als Gegenpol zur Liebe betrachtet. Basiert der Hass gegenüber einer Person auf deren (angenommener) Zugehörigkeit zu einer Gruppe, gibt es dazu eigene Bezeichnungen, bspw. Fremdenfeindlichkeit, Misogynie, Misandrie, Antisemitismus, Islamophobie, Homophobie oder Rassismus.
Die Motive des Hassenden sind vielfältig und schwer zu bestimmen, herzuleiten und zu erklären. Sie können auf einer durch Ideologien oder soziale Gruppen erworbenen Ablehnung beruhen oder auch auf einer konkreten Erfahrung, etwa einer konkreten Verletzung von Werten und Bedürfnissen. Hass kann unmittelbar entstehen, etwa infolge einer negativen Erfahrung.
Ein Hasskommentar ist eine menschenverachtende, beispielsweise rassistische Äußerung oder Anfeindung, die meist in einem sozialen Netzwerk, in einem Webforum oder über ein anderes Webmedium mit Kommentarfunktion aus Hass oder zur Verbreitung von Hass gegen bestimmte Einzelpersonen oder Gruppen mit Diskriminierungsmerkmalen getätigt wird.

## Herkunft und Geschichte des Begriffs
Das Wort geht etymologisch zurück auf althochdeutsch haz „Feindseligkeit, aggressive Handlung; Widerwillen, Abneigung“. Es ist damit eine Rückbildung vom – in alter Bedeutung noch vogelkundlich verwendeten – Verb hassen, „(sich) stürzen auf“, zu einer indogermanischen Wurzel kad mit der Bedeutung „seelische Verstimmung, Kummer, Hass“ und verwandt mit lateinisch cadere, „sich stürzen auf, fallen“, sowie neuhochdeutsch „Hetze“.
Im Gegensatz zum Substantiv Hass (ursprünglich als Ausdruck für den stärksten Grad feindseliger Abneigung) hat das Verb hassen eine Bedeutungsabschwächung (etwa in Wendungen wie „Ich hasse Kartoffelbrei“) erfahren.

## Philosophische Definition

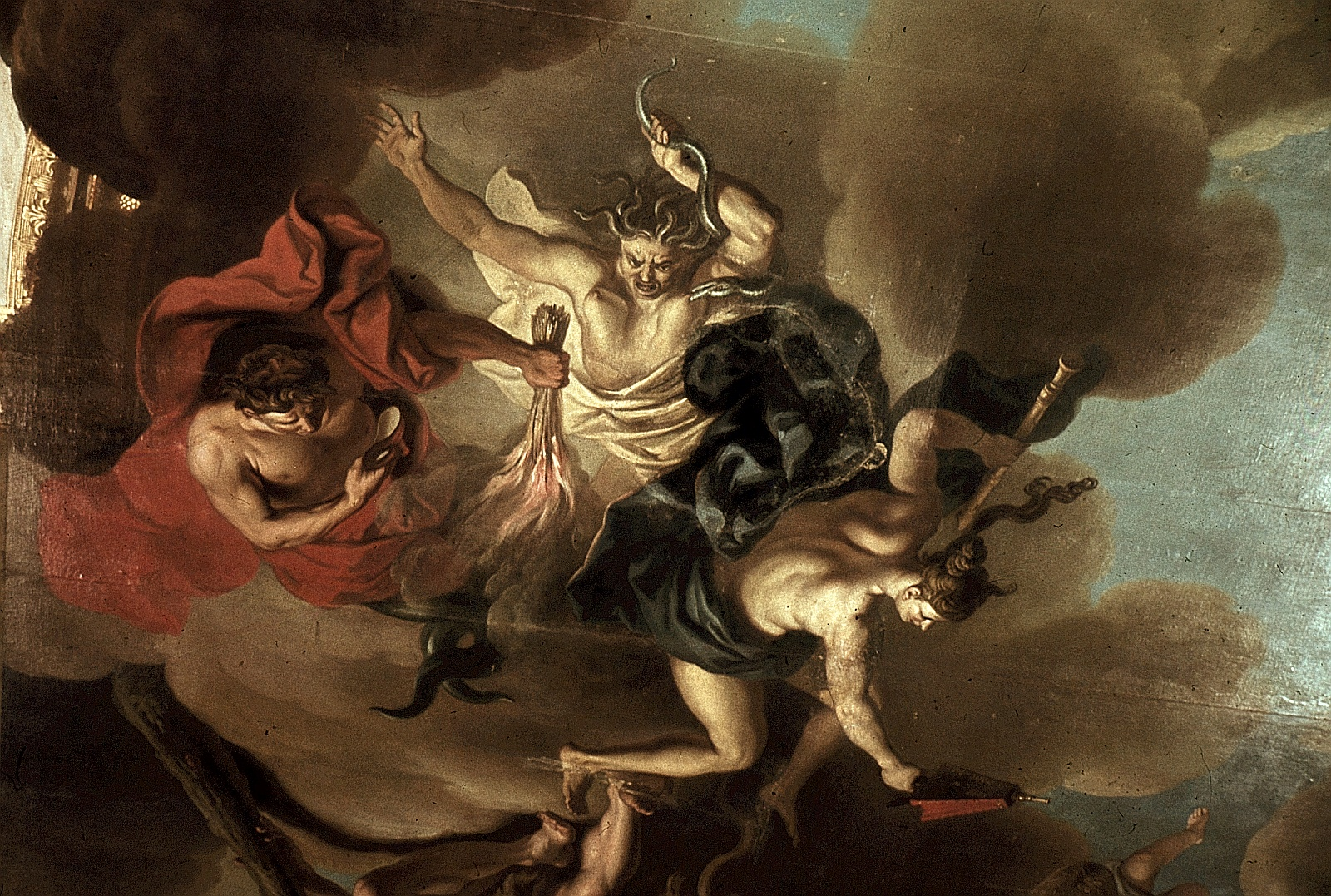
Herkules stürzt Zwietracht, Neid und Hass, Louis de Silvestre (Deckengemälde im Thronsaal König Augusts II. im Dresdner Residenzschloss)

Hass ist laut Wörterbuch der Philosophischen Grundbegriffe von Kirchner und Michaëlis (1886) „die leidenschaftliche Abneigung gegen das, was uns Unlust bereitet hat. Der Hass, das Gegenteil der Liebe, verabscheut nicht nur einen Menschen, sondern möchte ihm auch schaden. Er entspringt oft dem Eigennutz, dem Neide, dem gekränkten Ehrgeiz, der Eifersucht oder der verschmähten Liebe. Insofern er dem Gehassten Wichtigkeit beilegt, unterscheidet er sich von der Verachtung. Dinge kann man im Grunde nicht hassen, sondern nur Abneigung gegen sie, Abscheu vor ihnen empfinden; denn man vermag sie wohl zu zerstören, aber nicht ihnen zu schaden. Auch der Hass gegen das Böse ist nur der Abscheu vor demselben.“

## In den Religionen
Hass wird in den Religionen negativ gesehen. Im Buddhismus gilt er neben Verblendung und Gier als eines der Drei Geistesgifte. Konfuzius verlangt, man solle allen Menschen mit Güte und Selbstlosigkeit begegnen, ohne Neid und Hass. Das Christentum lehnt den Hass ebenfalls ab, da Jesus von Nazaret in der Bergpredigt stattdessen zu Feindesliebe aufruft (Mt 5,43-44 ).

## In der Psychiatrie
Verschiedene Erscheinungsformen von Hass wurden in der Psychiatrie als psychopathologisch eingestuft und den Symptomen von Affektstörungen und Phantasmen zugeordnet. Der Triebcharakter des Hasses zeigt sich dabei im Phänomen der Affektinversion, wie sie sich beim Umschlagen von Liebe in Hass und umgekehrt zeigt. Heftige Gemütswallungen beim Hass treten vergleichbar den Affekt-Labilitäten wie Wut, Zorn und übermäßige Freude auf.

## Psychoanalyse
In seiner Trieblehre ordnete Sigmund Freud den Hass den „Selbsterhaltungstrieben“, später dem „Lebenstrieb“ zu. Als Triebobjekt dienen dabei Personen, Gruppen, Populationen, gesellschaftliche Bedingungen, soziale Verhältnisse und religiöse sowie moralische Bindungen.

### Unterscheidung nach Fromm
Der neo-freudianische Tiefenpsychologe Erich Fromm unterschied zwei Arten des Hasses:

#### Reaktiver Hass
Er ist das Ergebnis einer tiefen Verletzung oder einer schmerzlichen Situation, der man ohnmächtig gegenübersteht, da man sie aus eigener Kraft nicht verändern kann. 

„Unter reaktivem Hass verstehe ich eine Hassreaktion, die aufgrund eines Angriffs auf mein Leben, meine Sicherheit, auf meine Ideale oder auf eine andere Person, die ich liebe oder mit der ich identifiziert bin. Reaktiver Hass setzt immer voraus, dass jemand eine positive Einstellung zum Leben, zu anderen Menschen und zu Idealen hat. Wer stark lebensbejahend ist, wird entsprechend reagieren, wenn sein Leben bedroht ist.“

#### Charakterbedingter Hass
Er wird zwar auf die gleiche Art und Weise wie der reaktive Hass ausgelöst, setzt aber eine grundlegend andere Persönlichkeitsstruktur des Hassenden voraus – Hass sei in diesem Fall ein Charaktermerkmal, eine Hassreaktion sei lediglich ein Ausdruck des innewohnenden Hasses. Der Hauptunterschied zum „reaktiven Hass“ sei die allgemeine Bereitschaft zu hassen, eine erkennbare Feindseligkeit, welche in Hassausbrüchen ihren Ausgang finde. „Doch wurde der Hass dann zu einem Charakterzug des Betroffenen, so dass er jetzt feindselig ist. ... Im Falle des reaktiven Hasses ist es die Situation, die den Hass erzeugt; im Falle des charakterbedingten Hasses hingegen wird eine nicht-aktivierte Feindseligkeit durch die Situation aktualisiert. ... Ein solcher Mensch zeigt eine besondere Art von Befriedigung und Spaß, wenn er hasst, die bei reaktivem Hass fehlt.“ Das Aktivieren des charakterbedingten Hasses in der Bevölkerung bezeichnet Fromm als eines der wichtigsten Mittel zur Vorbereitung eines Angriffskrieges.
Siehe auch: Hetzkampagne

### Verschiebbarer Hass
Else Frenkel-Brunswik erörterte anlässlich des Nationalsozialismus früh das Phänomen des „flottierenden Hasses“. Alice Miller und Arno Gruen beschreiben den latenten, verschiebbaren Hass als schwer aufzulösen und gefährlich, weil er sich nicht auf die Person richtet, die ihn verursacht hat, sondern auf Ersatzpersonen, die jeweils als Sündenböcke gebraucht werden.

## Hirnforschung
Die neuronale Erforschung des Hasses ist vergleichsweise jung. Die Hirnforschung zeigt, dass Hass im Gehirn zwei Areale des Großhirns aktiviert: das Putamen und die Inselrinde. Da das Putamen Bewegungen vorbereitet, wird vermutet, dass diese Aktivierung eine Vorbereitung auf einen möglichen Angriff oder eine Flucht einleitet. Die Inselrinde wiederum reagiere auf beunruhigende Reize. Neben Putamen und Inselrinde aktivierten Hassgefühle zudem Hirnregionen, die mit Aggressionen in Verbindung stehen.